# Monthly Action
Monthly Action (月刊アクション, Gekkan akushon) est un magazine de prépublication de mangas mensuel de type seinen publié par Futabasha depuis le 25 mai 2013.